# Hospital de San Bernabé
El hospital de San Bernabé es un edificio de la ciudad española de Palencia, Castilla y León. Cumplió las funciones de asistencia a enfermos y personas necesitadas, siendo una de las instituciones más relevantes de esta ciudad castellana durante siglos.

## Descripción

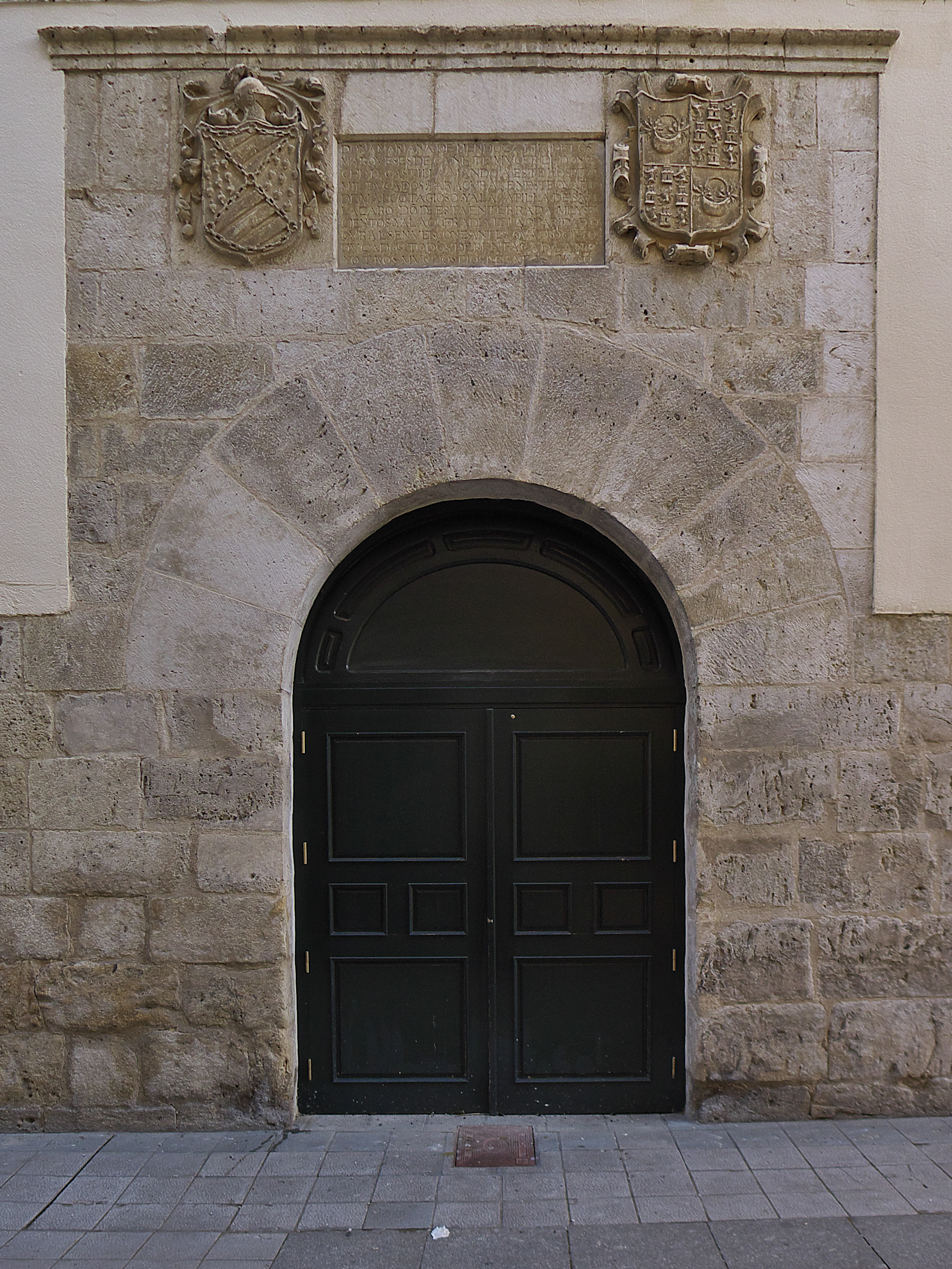
Puerta

El  nombre completo de la institución era Hospital de san Bernabé y san Antolín, aunque más conocido por la forma abreviada de «hospital de San Bernabé». La doble advocación responde a su fundación por el cabildo de la contigua catedral de san Antolín; sus orígenes se remontan al menos al siglo XII. El hospital fue «reedificado en su totalidad» en 1183 por Pero Pérez, capellán del obispo de Palencia Pedro II. En el siglo XV habría sido reconstruido y ampliado.
Se ubica al lado norte de la catedral, junto a su ábside, y comprende toda una manzana de edificios con un patio central y una capilla, situada al norte y que, integrada en su decoración neogótica, conserva trazas y recuerdos medievales.
La forma de edificio es rectangular, con dos grandes fachadas de tres pisos en la parte que mira a la catedral. Esta parte, construida en piedra y ladrillo con sillares regulares en las esquinas y fachadas, presenta tres portadas: dos con vano adintelado con original y singular despiece de los sillares, y arco superpuesto de medio punto, y una tercera con un arco completo de medio punto. Por toda la fachada se distribuyen diversos escudos. En el museo Marés de Barcelona se conserva un retablo que perteneció a la capilla del hospital, obra renacentista del escultor Manuel Álvarez, de original disposición doble y abigarrada decoración. 
En la actualidad, el edificio continúa su labor asistencial como centro de día y residencia de ancianos. Se conserva una interesante colección de instrumentos y material médico de los siglos XIX y XX expuesta al público.